# Ganxo grua
Els ganxo grua s'utilitza per atrapar i moure càrregues. Generalment són d'acer en forma de broc, tot i que també n'hi ha en forma de C o doble broc W. S'uneix a la grua mitjançant una corda, cadena o cable metàl·lic.

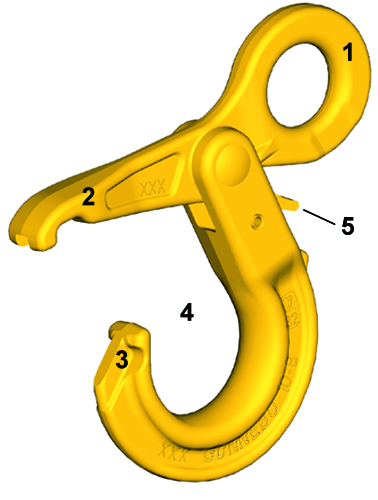
Ganxo d'elevació d'ull obert, amb pestell de seguretat.
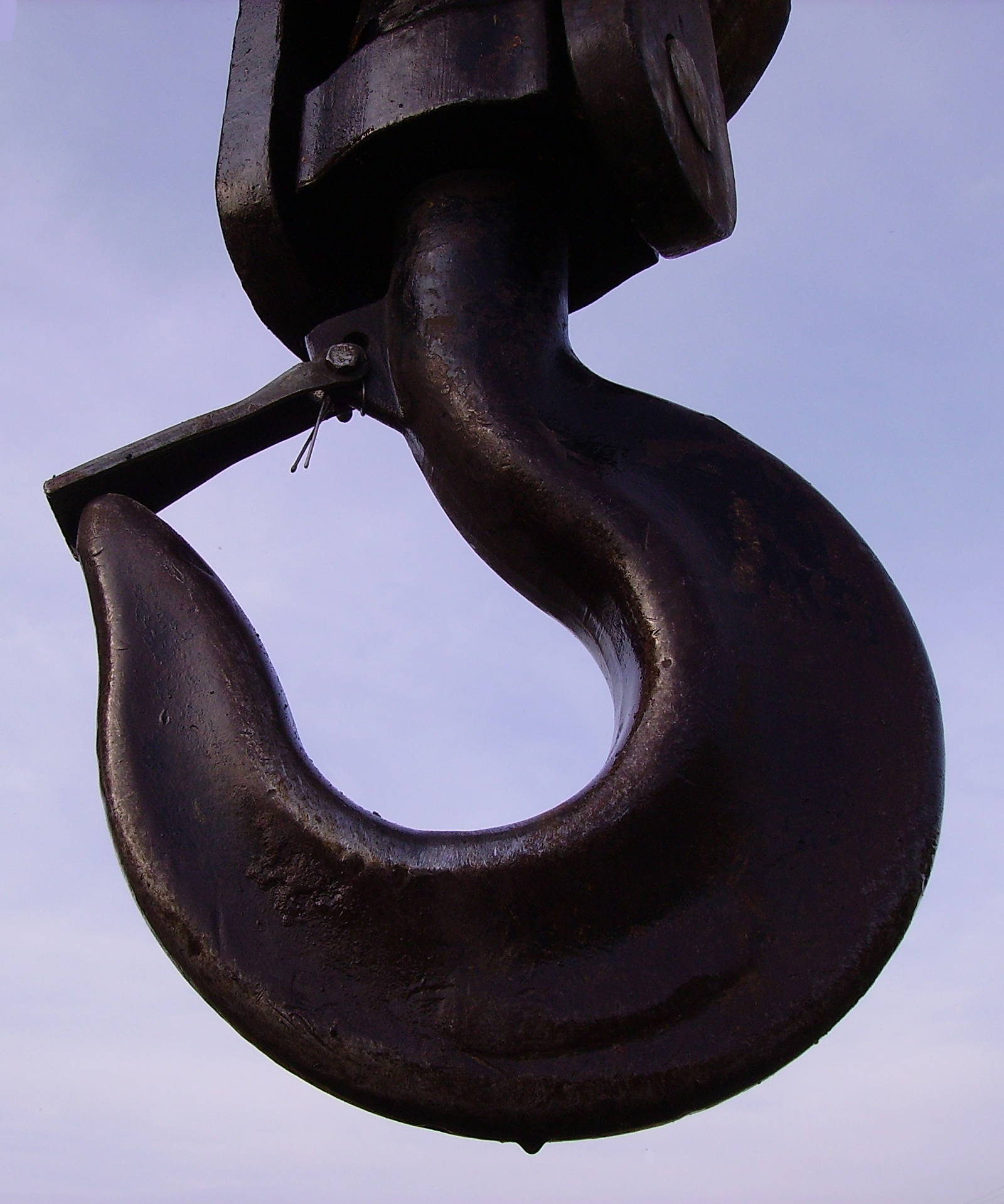
Passador ganxo per grua mòbil, amb tancament de pestell i amb seient reforçat.
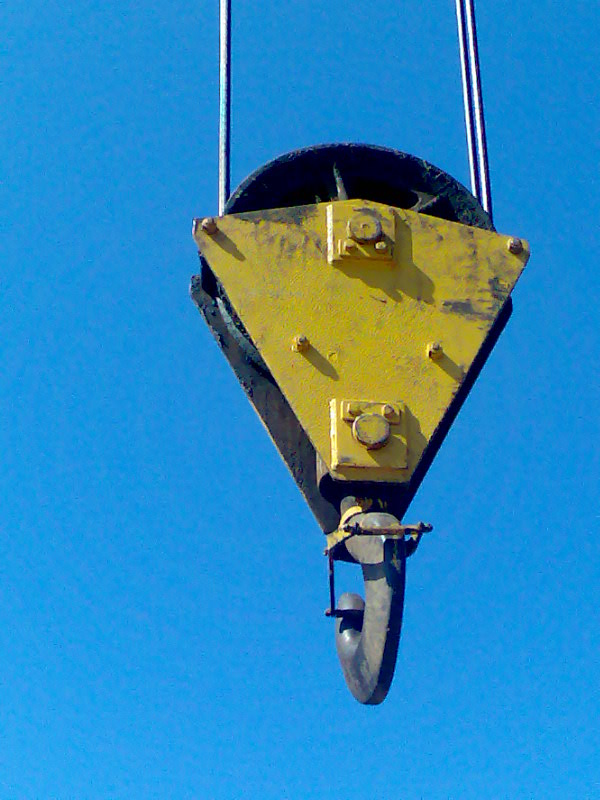
Ganxo grua que s'utilitza amb un conjunt de politja i cable tracció.
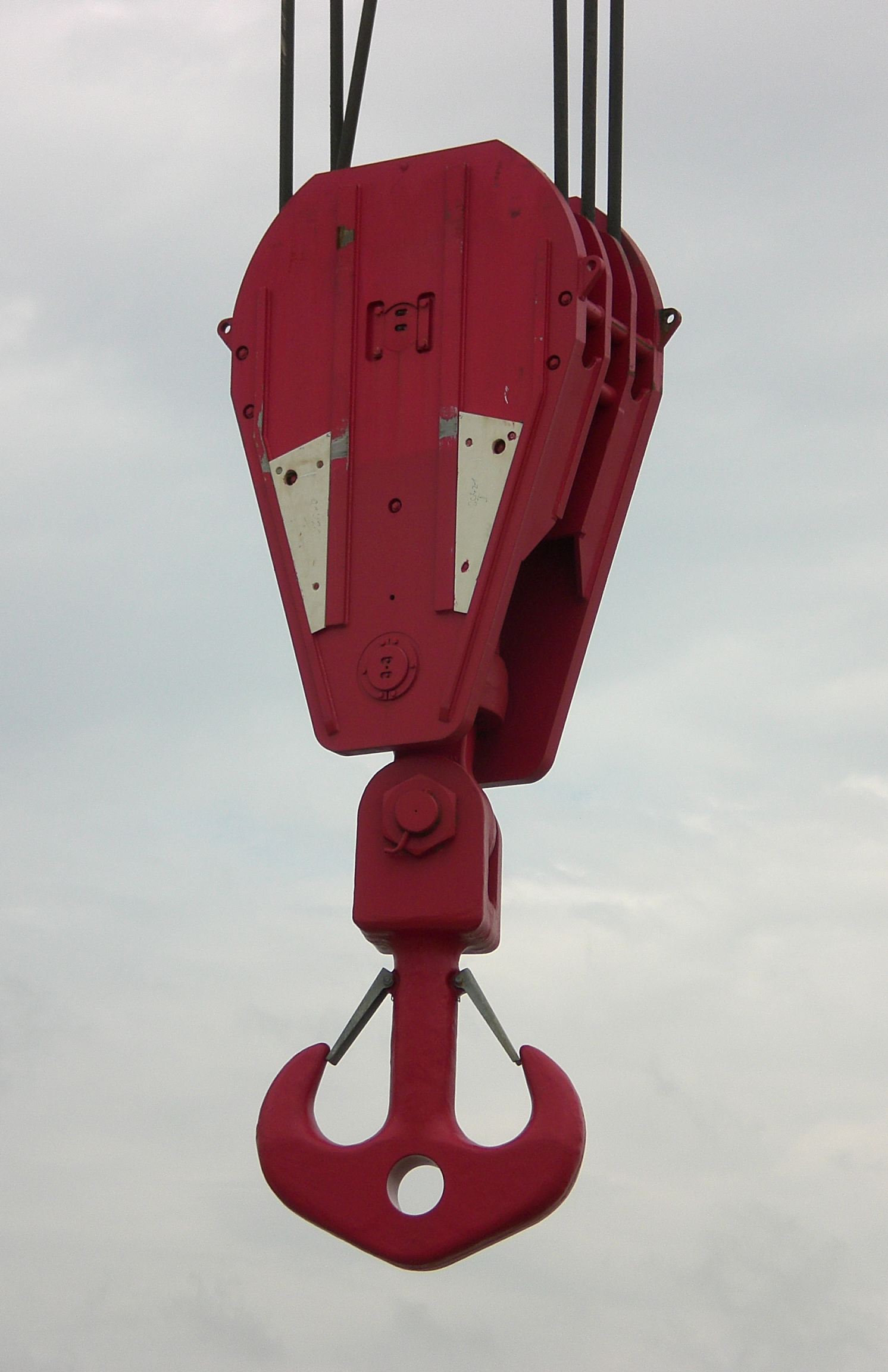
Ganxo grua de doble broc i pestells de seguretat.
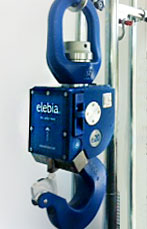
Ganxo automàtic controlat remotament i amb pestell de seguretat.

## Tipus
- Ganxo d'elevació d'ull obert
- Ganxo per grua mòbil
- Ganxo grua de politja
- Ganxo grua de doble broc
- Ganxo automàtic
- Ganxo automàtic de seguretat

### Ganxo automàtic
El Ganxo automàtic és una evolució dels Ganxo grua que permeten atrapar i/o alliberar la càrrega a distància. Es podrien classificar segons si el mecanisme que acciona l'atrapament o alliberament de la càrrega és manual o electrònic.
- Accionament manual. L'operari interacciona amb el ganxo mitjançant una eslinga, sirga o altre element que està unit al ganxo. Això li permet accionar els mecanisme d'obertura i/o tancament a certa distància.
- Accionament electrònic. L'operari interacciona amb un control remot, que remet les ordres d'obertura i/o tancament al ganxo. El ganxo realitza les accions d'obertura i/o tancament de forma autònoma en rebre l'ordre de l'operari.[1]

## Precaucions
Els ganxos grua sovint es proporcionen amb un tancament de seguretat, que facilita l'entrada de cadenes, cordes i altres mitjans, però que obliga a un petit accionament per obrir-los, i evitar l'alliberament accidental de la càrrega. En cas que no disposin de tancament de seguretat, s'ha d'evitar que les càrregues estiguin sobre de les persones.
Tots els ganxos han de tenir visible, expressada en kg o t, el límit de càrrega de treball segura. En cas de sobrecàrrega, un ganxo pot obrir-se o trencar-se, desprenent la càrrega al buit.

## Tendències
Cal destacar principalment dues tendències: 
- Per tal de millorar la productivitat de les grues en els processos de càrrega i descàrrega, cada cop més, aquestes incorporen més d'un ganxo, permeten multiplicar la productivitat en cada procés.
- Substitució dels ganxos grua convencionals per ganxos automàtics, ja que milloraren notablement la productivitat i seguretat dels processos, donat que permeten reduir la mà d'obra necessària i la proximitat d'aquests a la càrrega.[3]